# Dina Vierny

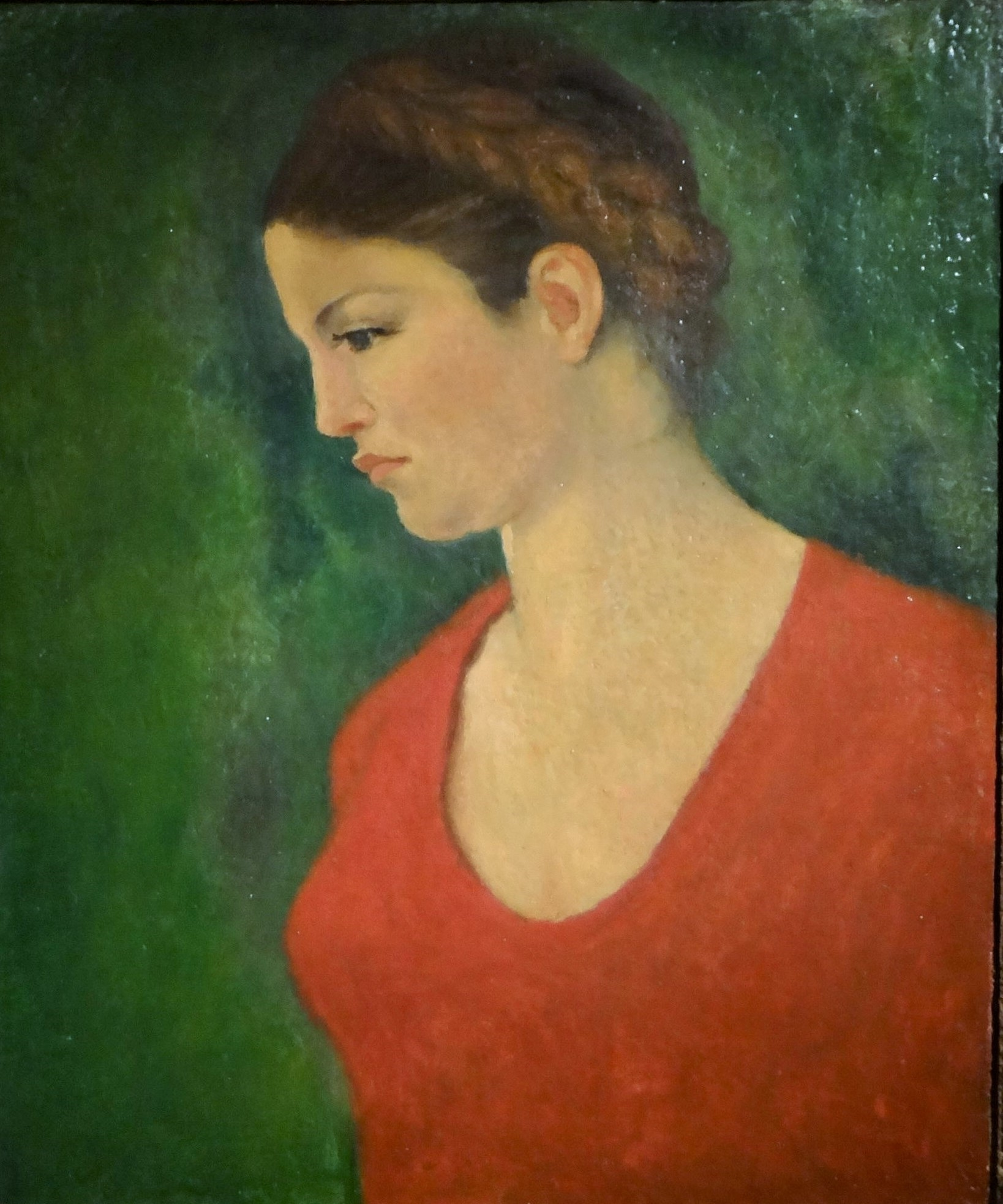
Aristide Maillol: Dina à la robe rouge (1940)

Dina Vierny (* 25. Januar 1919 als Dina Aïbinder  in Chișinău, Rumänien, heute Moldawien; † 20. Januar 2009 in Paris) war eine französische Kunsthändlerin, Kunstsammlerin, Museumsdirektorin und Kunstmodell.

## Leben und Werk

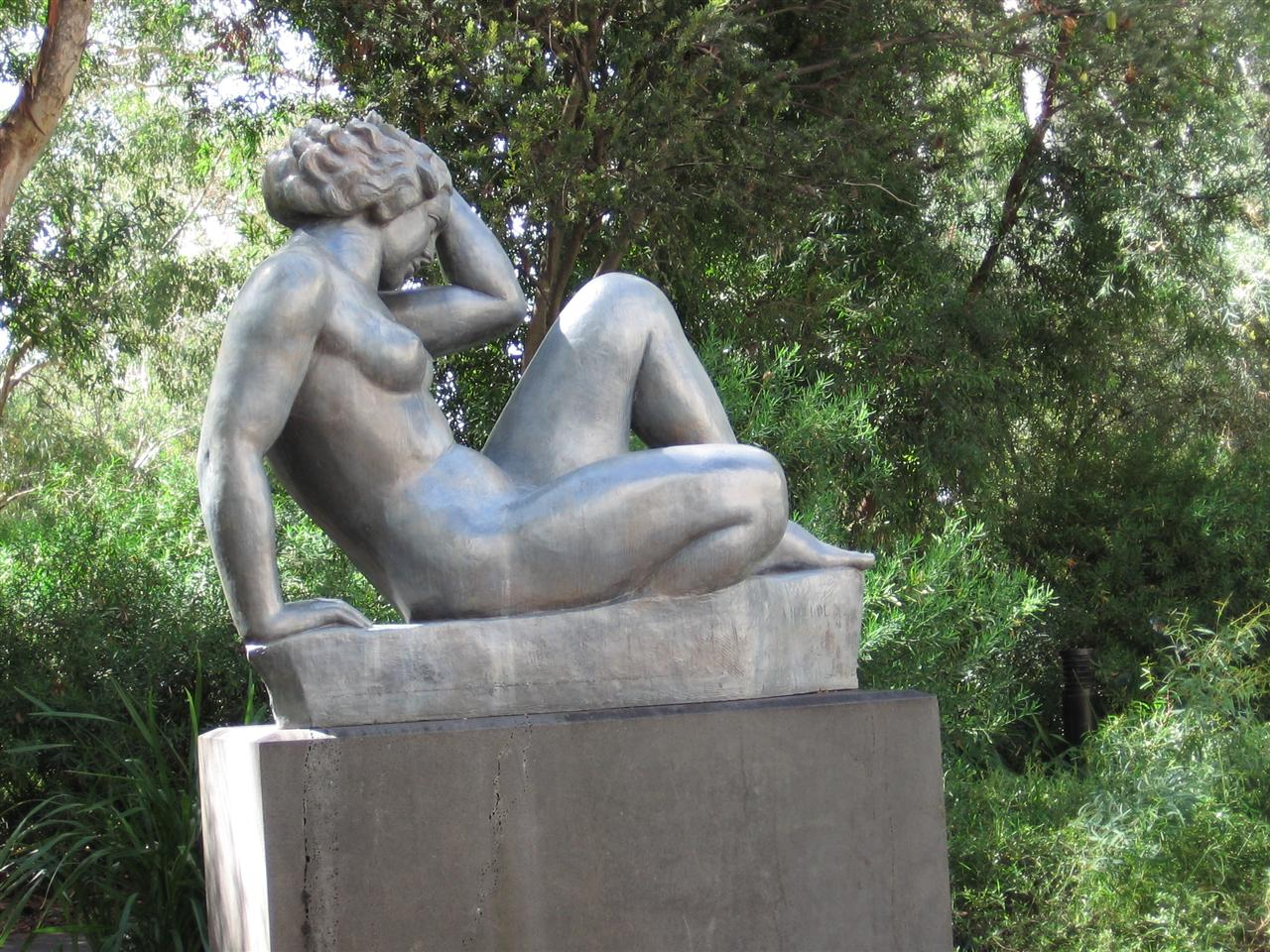
Aristide Maillol: La Montagne (1937)

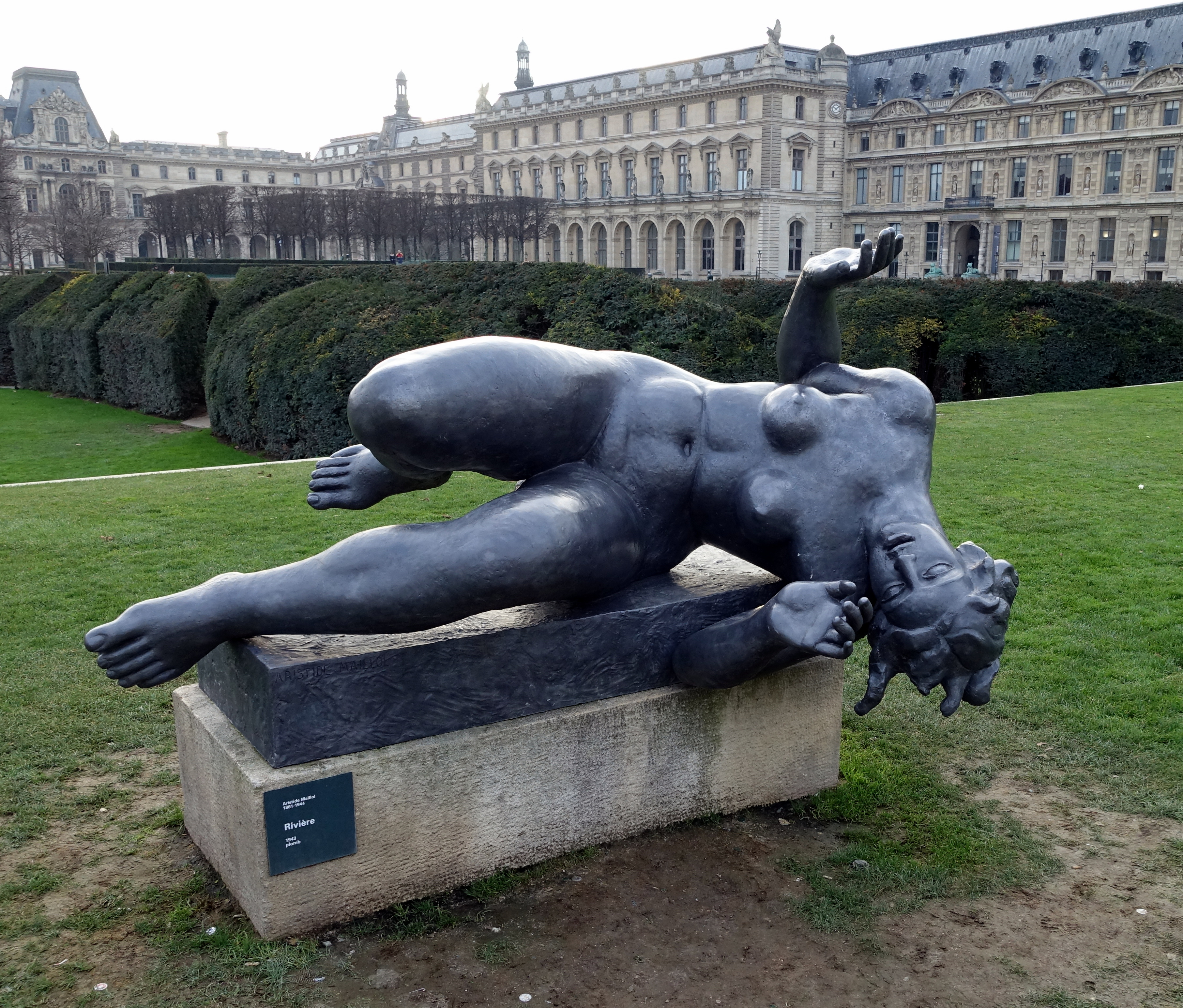
Aristide Maillol: La Rivière (1938), Jardin du Carrousel, Paris

Dina Vierny wuchs als Kleinkind einer jüdischen Familie in Bessarabien auf. Die Familie emigrierte 1925 und zog nach Paris. Im Alter von 15 Jahren wurde sie Modell und Muse für den damals 73-jährigen Bildhauer Aristide Maillol. Für Maillol war Vierny die letzten zehn Jahre seines Lebens wichtigste Inspirationsquelle. Auch für Henri Matisse, Pierre Bonnard und Raoul Dufy stand Vierny Modell.

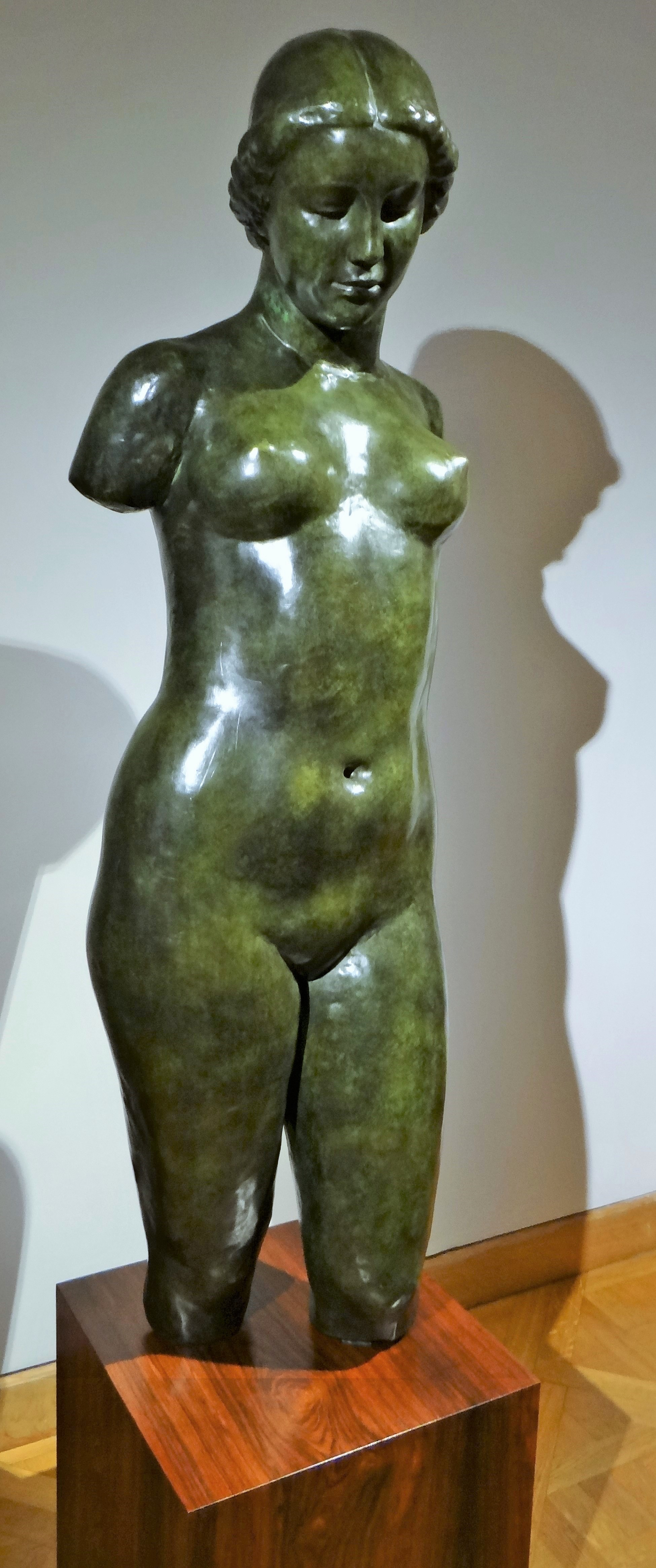
Aristide Maillol: Torse de Dina (1943)

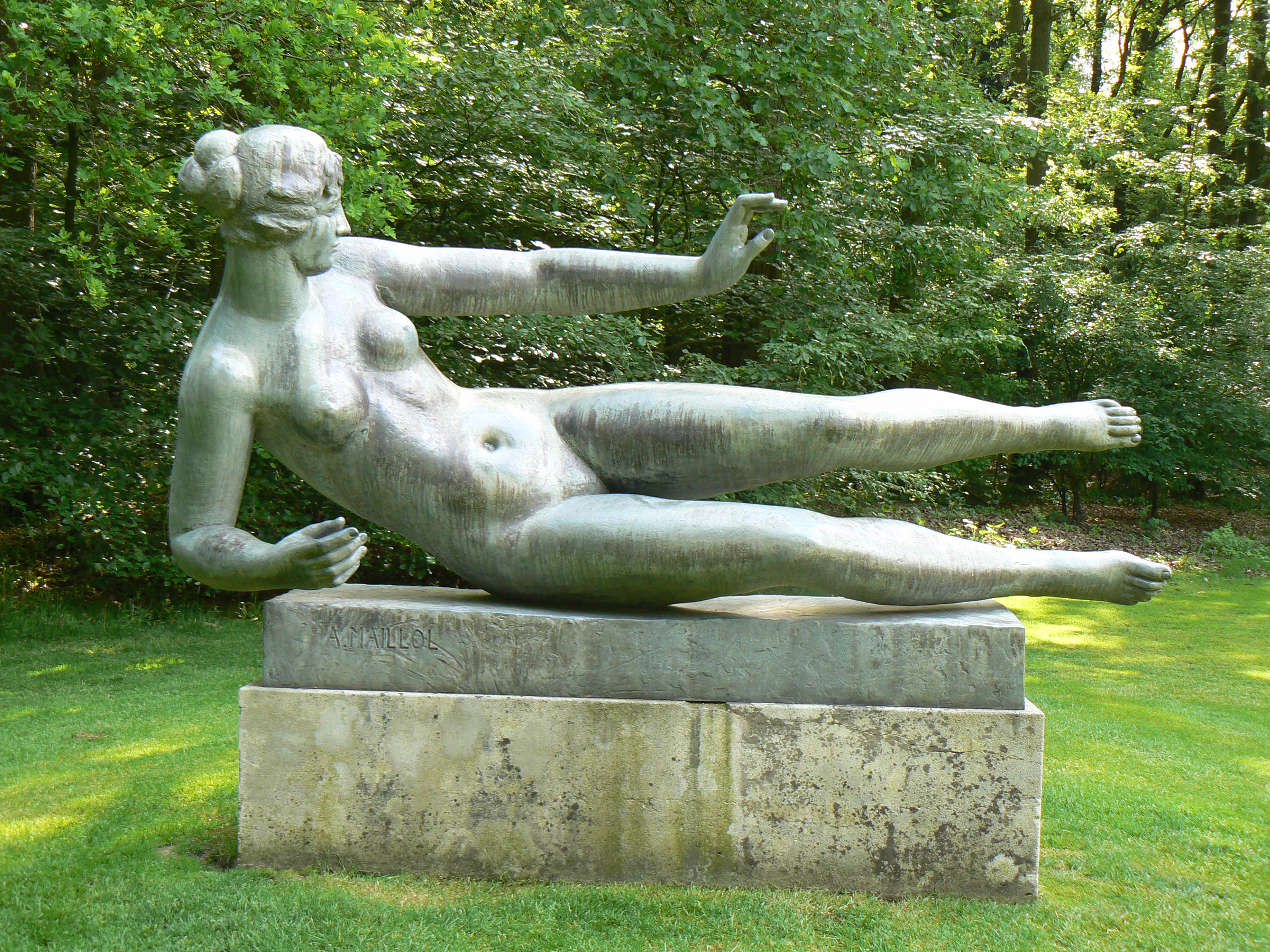
Aristide Maillol: L'Air (1939), Kröller-Müller Museum

Im Jahr 1938 heiratete sie Sacha Vierny, der später ein bekannter französischer Kameramann wurde. Sie ließ sich in den 1940er Jahren scheiden und heiratete den Bildhauer Jean Lorquin (1924–1999), mit dem sie zwei Söhne hatte, Olivier (* 1949) und Bertrand Lorquin (1952–2019).
Zu Beginn des Zweiten Weltkriegs zog Maillol nach Banyuls-sur-Mer und Dina folgte ihm 1940. Sie engagierte sich politisch in der Résistance, indem sie in Zusammenarbeit mit Varian Fry als Schleuserin nachts Flüchtlinge über Bergpfade nach Spanien brachte, was zur Folge hatte, dass sie 1943 für längere Zeit im Gefängnis saß. Ihre Freilassung verdankte sie Maillol, der sich an den deutschen Bildhauer Arno Breker gewandt hatte, der über gute Kontakte zu den Nationalsozialisten verfügte. Später wurde Vierny Maillols Nachlassverwalterin, die dem Staat 1964 18 Bronzen Maillols übergab. Bereits 1947 eröffnete sie die heute noch existierende Galerie Dina Vierny in Paris.
1972 starb Lucien Maillol, der einzige Sohn Aristide Maillols. Er hatte keine Kinder und hinterließ sein Erbe Dina Vierny. Seiner Maitresse Mlle Wessel überließ er den Nießbrauch des Hauses in Banyuls-sur-Mer.
Nach Maillols Tod 1944 sammelte Vierny dessen Skulpturen sowie die Werke von Zeitgenossen wie Henri Matisse, Pierre Bonnard, Marcel Duchamp, Wassily Kandinsky, Ilya Kabakov und Vladimir Yankilevsky. Diese sind heute im von ihr 1995 gestifteten Musée Maillol in Paris ausgestellt, das von ihrem Sohn Olivier geleitet wird, betrieben von der 1983 gegründeten Fondation Dina Vierny, die ebenfalls das Musée Maillol nahe Banyuls-sur-Mer betreibt.

## Veröffentlichungen
- Dina Vierny: Histoire de ma vie racontée à Alain Jaubert. Gallimard, Paris 2009, ISBN 978-2-07-078201-7.
- Dina Vierny: Le Musée Maillol s’expose. Gallimard, Paris 2008, ISBN 978-2-07-012106-9.
- Waldemar George: Aristide Maillol. Mit einer Biographie von Dina Vierny. Rembrandt Verlag, Berlin 1964.